# Füssy Kálmán
Füssy Kálmán (Komárom, 1878. április 28. – Tata, 1959. március 1.) csehszlovákiai magyar politikus, szekeresgazda.

## Családja
Szülei Füsi/Füssy Elek földműves és Rácz Juliánna voltak. Felesége Kormány Jolán, akivel 1908-ban házasodott Komáromban.

## Élete
Iskolái elvégzése után Komárom környéki birtokain gazdálkodott. 1910-től a Nagyatádi Szabó István-féle Kisgazdapártban tevékenykedett.
A csehszlovák államfordulatot követően az egyik megszervezője volt az Országos Magyar Kisgazda, Földmíves és Kisiparos Pártnak (Magyar Nemzeti Párt). 1920-1929 között a párt nemzetgyűlési képviselője (népjóléti bizottság tagja), 1929-1938 között szenátora (véderő bizottság tagja) volt. 1938 októberében részt vett a Magyar Nemzeti Tanács megalakításában. 1938 decemberétől, majd 1939 májusától 1944-ig a magyar országgyűlés behívott képviselője volt.
1945-ben a csehszlovák hatóságok letartóztatták és két évig Illaván raboskodott. 1947-ben kitoloncolták Magyarországra. 1955-ben Magyarországon is letartóztatták, majd az Alföldre internálták. Szabadulása után Tatán élt.
1921-ben felszólalt a mozgósítás ellen, később pedig a már nemzetközi Duna kotrására hívta fel a figyelmet. Református presbiter, a pozsonyi zsinat rendes tagja volt. A Református Ifjúsági Egyesület tiszteletbeli elnökévé választották.